# Andreas Nilsson (ishockeyspelare)
Andreas Nilsson, född 26 juni 2002, är en svensk professionell ishockeyspelare (högerforward) som spelar för Bodens HF i Hockeyettan. Hans moderklubb är KB 65.